# 앨런 프리드
앨버트 제임스 "앨런" 프리드(Albert James "Alan" Freed, 1921년 12월 15일 ~ 1965년 1월 20일)는 미국의 디스크자키다. 블루스, 컨트리, 리듬 앤 블루스를 버무린 음악을 구미의 라디오에서 "로큰롤"로 소개한 것으로 세계적인 유명세를 탔다. 그러나 1960년대 초 방송업계를 강타한 파이올라 스캔들로 신세를 망치고 만다.

## 어린 시절
펜실베니아주 윈드버 출신. 부친 찰스 S. 프리드는 러시아계 미국인 이민자였고, 모친 머드 팔머는 웨일스계 미국인이었다. 1933년 프리드 일가는 오하이오주 살렘으로 이사했다. 이곳에서 살렘 고등학교에 진학, 1940년 졸업했다. 재학 당시 스윙의 술탄(Sultans of Swing)이라는 악단을 조직했다. 여기서 프리드는 트롬본을 연주했다. 밴드리더가 본시 목표였지만 이염을 앓고 꿈을 버렸다.
오하이오 주립대학에 재학할 적 프리드는 라디오에 관심을 두게 된다. 제2차 세계대전 때 미 육군에 입대해 육군 라디오의 디제이로 복무했다. 전후엔 WKST, WKBN, WAKR 같은 작은 라디오 방송국에서 일자리를 얻었다. 1945년, 재즈와 팝 음반을 틀어 동리 제일의 디제이로 이름을 날렸다. 프리드는 이러한 신음악의 가락, 리듬을 기꺼워 했다.

## 경력

### WAKR 아콘
1945년 WAKR에 입사한 프리드는 핫 재즈와 팝 음반을 틀어 동리 최고의 디제이로 이름이 높아졌다. 《아콘 비컨 저널》지 라디오 편집자 자리도 받았고, "리퀘스트 리뷰"라는 제목의 야간의 댄스 프로그램의 진행도 맡았다. 프리드가 방송국을 나갈 때가 되니, 생파같이 경쟁금지 조항이 구직을 제한해 버렸다. 그런바 그는 클리블랜드의 라디오 WJW에서 울며 겨자먹기로 야간 근무했는데, 여기서 그는 자기가 이름붙인 "로큰롤"을 틀어 새 역사를 쓰게 된다.

### WJW 클리블랜드
1940년대 말 프리드는 클리블랜드의 음반점 사장 레오 민츠를 만난다. 클리블랜드 최대 규모의 음반점이던 민츠의 레코드 랑데뷰(Record Rendezvous)는 마침 리듬 앤 블루스 음반의 판매를 시작했다. 민츠는 프리드에게 요새 자기네 음반 장사가 잘 된다면서 어디 한번 라디오에서도 틀어보는 게 어떻겠느냐는 조로 권했다. 1951년 프리드는 클리블랜드로 이사하지만, 여전히 WAKR쪽 경쟁금지 조항에 붙들린 상태였다. 하지만 4월, RCA의 북오하이오주 배급자 윌리엄 시플리의 도움으로 경쟁금지 조항에서 놓여난다. 연후 프리드는 WJW에 들어갔다. RCA의 배급사 메인 라인과 레코드 랑데뷰에서 후원하는 이 야간 방송에서 프리드는 힙스터 말씨로 양념한 언변을 곁들여가며 유행하던 리듬 앤 블루스를 틀었다. 주제가도 〈Moondog〉란 R&B였다.
곧 민츠는 R&B 음반에 전력하는 라디오 방송을 꾸밀 양으로 WJW의 방송시간을 사들였다. 낙점한 사회자는 앨런 프리드였다. 1951년 7월 11일, WJW에서 R&B가 전파를 탄다. R&B는 사실 아프리카계 미국인을 대상으로 도시쪽 방송국에서 먼저 저출력으로 방송한 전례가 있지만, 뭇 청취자를 대상으로 한 중견 방송국에서 R&B를 틀기는 이번이 처음이었다. 프리드는 자기 쇼를 "문도그네 집(The Moondog House)"으로 이름하고, 자신을 "문도그인의 제왕(The King of the Moondoggers)"으로 칭했다. 이 이름은 뉴욕 시의 노상음악인 "문도그(본명 루이스 T. 하딘)"의 가락진 기악곡 〈Moondog Symphony〉에서 따온 것이었다(이 기악곡이 또 주제가다). 프리드의 방송 진행은 정력적인 것으로서, 당대의 라디오 진행자가 늘크데하기 짝이 없는 어조로 전통 팝을 틀었던 것과 하 상이되었다. 프리드는 청취자들에게, 혹 당신네들이 이 환상의 힙스터 왕국의 백성이라면, 정히 흑인 음악에 대한 사랑으로 똘똘 뭉쳐야 한다는 조로 역설했다. 또 여기서 "로큰롤"이라는 단어를 유행시켰다.

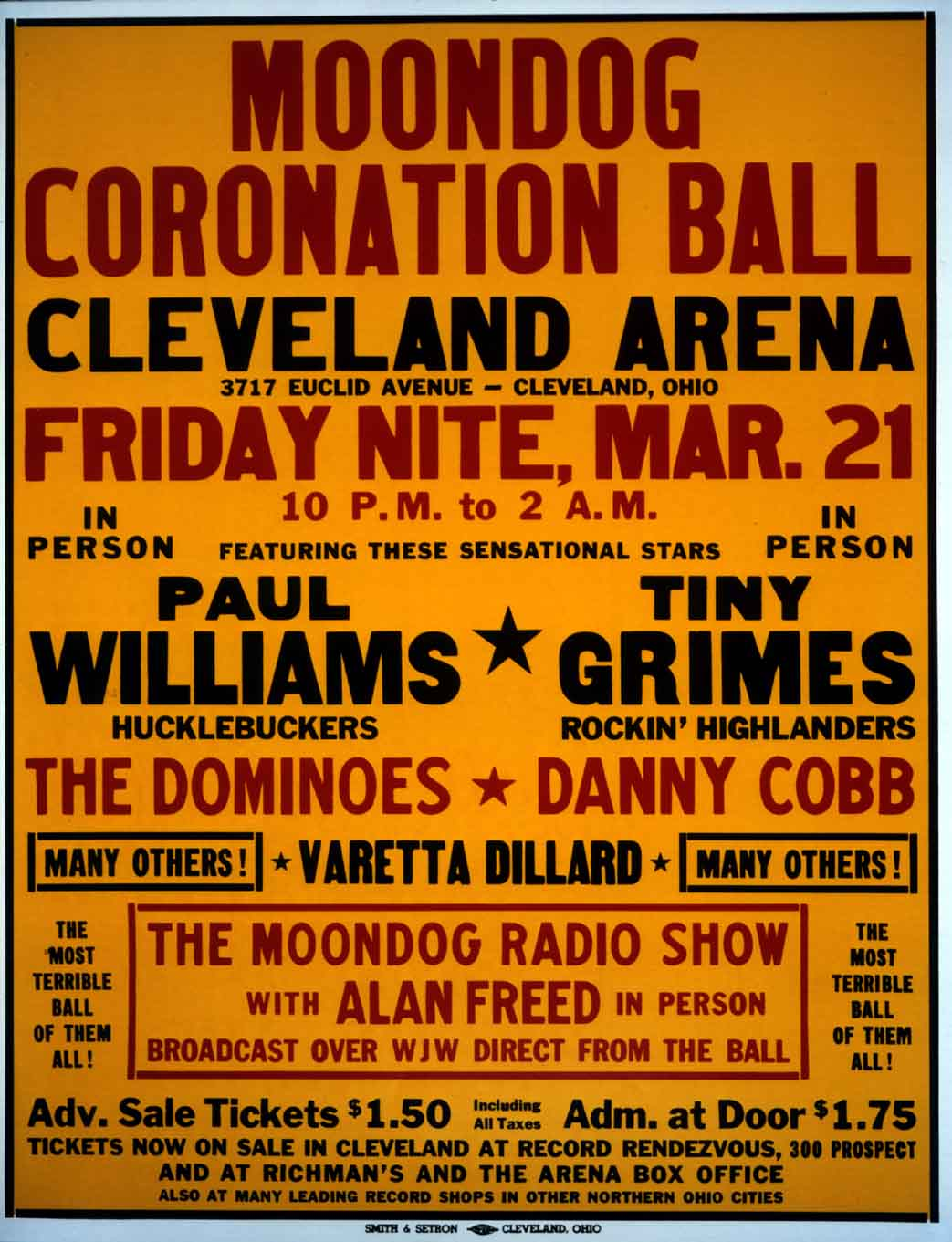
문도그 코로네이션 볼의 전단지

이해 말 프리드는 자기 방송에서 틀었던 음악을 가지고, 한 무도회 겸 공연회를 기획했다. 이것이 바로 최초의 로큰롤 콘서트, 즉 1952년 3월 11일 클리블랜드 공연장에서 열린 "문도그 코로네이션 볼"이다. 프리드는 발기인 중의 한 명이었다. 공연장에 모인 인원수가 공연장의 수용력을 아득히 뛰어넘은 바람에, 거반 폭동으로까지 번져 콘서트는 중단되고 말았다. 프리드는 이 사건 때문에 엄청난 악명을 얻었다. WJW는 즉각 프리드의 방송시간을 늘렸고, 프리드의 인기는 하늘을 찌를 기세였다.
그 당시의 클리블랜드의 음악 시장의 경향은 전국적 경향으로까지 번질 정도였다. 음악업계는 클리블랜드를 "신성(breakout)" 도시로 규정했다. 대중음악 업계는 프리드의 유명세를 관망치 않았다. 머지않아서 방송의 녹화본이 뉴저지의 WNJR 1430을 통해 뉴욕 시에 송출되기 시작했다.

### WINS 뉴욕
1954년 7월 클리블랜드에서의 성공을 타고 프리드는 뉴욕 시의 WINS로 옮아앉는다. 1956년, 원조 문도그 하딘이 프리드의 위법 행위에 의한 손해를 따져 WINS에 소송을 걸었다. 그는 "문도그" 명의에 대한 우선청구권을 주장했다. 하딘은 이 건으로 프리드에게 6,000달러를 물리고 "문도그" 명의에 대한 향후 사용권을 포기하겠다는 승낙을 받아냈다. WINS는 종시 24시간 돌아가는 톱 40 로큰롤 방송으로 재편되었다. 이후 프리드가 물러앉은 뒤 1965년 4월 19일 완전히 새로운 방송을 편성하면서 끝막혔다.

### 영화 및 텔레비전
프리드는 로큰롤 장편영화들에도 많이 출연했다. 이같은 영화들은 청소년들이 사랑하는 미국 음악인들을 대형 스크린으로 노현했던 까닭에 열광적인 지지를 받곤 했다.
동시대에 활약한던 많은 음악인들이 프리드와 더불어 영화에 출연하곤 했는데, 그 영화들은 아래와 같다.
- 1956년작 《록 어라운드 더 클락》 - 빌 헤일리 앤 히즈 코메츠, 플래터스, 프레디 앤 더 벨보이스, 리가 게이.
- 1956년작 《록, 록, 록》 - 테디 란도조, 투즈데이 웰드, 척 베리, 프랭키 라이몬 앤 더 틴에이저스, 조니 버네트, 라번 베이커, 더 플라밍고스, 더 뭉그로스.
- 1957년작 《미스터 로큰롤》 - 로키 그라지아노 앤 테디 랜다조, 라이오넬 햄튼, 퍼린 허스키, 프랭키 라이몬, 리틀 리처드, 브룩 벤튼, 척 베리, 클라이드 맥패터, 라번 베이커, 스크리민 제이 호킨스
- 1957년작 《돈 낙 더 록》 - 빌 헤일리 앤 히즈 코메츠, 앨런 데일, 리틀 리처드 앤 더 업세터스, 더 트레이너스, 데이브 애펠 앤 히즈 애플잭스.
- 1959년작 《고, 조니, 고!》 - 지미 클레이튼, 척 베리, 리치 밸런스, 에디 코크런, 더 플래밍고스, 재키 윌슨, 더 캐딜락스, 샌디 스튜어트, 조 앤 캠벨, 하비 후쿠아 앤 더 뭉그로스, 척 베리.

프리드는 황금시간대 주간 TV 방송 《더 빅 비트》의 사회권도 얻었다. 이 방송은 1957년 7월 ABC에서 초연되었다. 하계 동안 편성해 놓고 충분한 시청자를 확보한다면 1958년까지 방영할 것이라는 합의도 박아놓았다. 그러나 높은 시청률을 기록하고 있었음에도, 채 4주 되어서 중단되고 만다. 본 방송의 제2회 때 흑인 가수 프랭키 라이먼이 한 백인 관객과 같이 춤을 춘 바 있는데, 이것을 남부의 제휴기관에서 걸고 넘어져 조기종영을 시킨 듯싶다는 추측이 있을 뿐이다.
이 외에도, 당시 프리드는 여러 인기 방송에서 출연하고 있었다. 한 예로 《투 텔 더 트루스》에서는 로큰롤보다 스윙을 더 윗길로 치는 토론자들에 맞서 로큰롤에 대한 변호를 펼치고 있다. 또 1959년 말까지 뉴욕 시의 WNEW-TV에서 방영한 《빅 비트》의 지역방송에서도 출연하고 있었지만, 후일 페이올라 스캔들이 불거지면서 해고당했다.

### 법적 문제
1958년, 프리드는 청중한테 "보스턴 경찰은 여러분들이 좋은 시간 가지기를 원치 않나 본데요(It looks like the Boston police don't want you to have a good time)."라고 한 것으로 폭동조장 혐의를 받아 구속된다. 또한 WINS에서 해고당한다.
프리드의 경력은 그가 페이올라(음반사가 특정 음반을 틀도록 주는 대금)을 허용했다는 것이 밝혀지면서 결딴이 난다. 또 이해관계 충돌이 있었다. 프리드는 작곡가 명의에 자기 이름을 넣음으로써 발생하는 홍보력을 이용, 명의를 넣어주는 대가로 해당 곡의 로열티를 떼어먹었다(당한 것으로 대표적인 게 척 베리의 〈Maybellene〉이 있다). 다른 예로 더 뭉그로스의 하비 후쿠아는 〈Sincerely〉에 있는 프리드의 명의는 한갓 명의에 불과한 것으로 실지 작곡한 것은 자신이라고 주장했다.
그는 WABC에서 잘리고 이후로도 잘림을 거듭해선 1959년 11월 21일 그예 모든 방송국에서 해고된다. 당연히 텔레비전 방송에서도 해고됐다(사회자는 다른 인물로 교체되었다). 1960년 페이올라가 위법으로 판결된다. 1962년 프리드는 두 건의 상업 뇌물수수 혐의를 인정했다. 해서 그는 벌금과 집행유예를 선고받았다.

## 말년과 사망

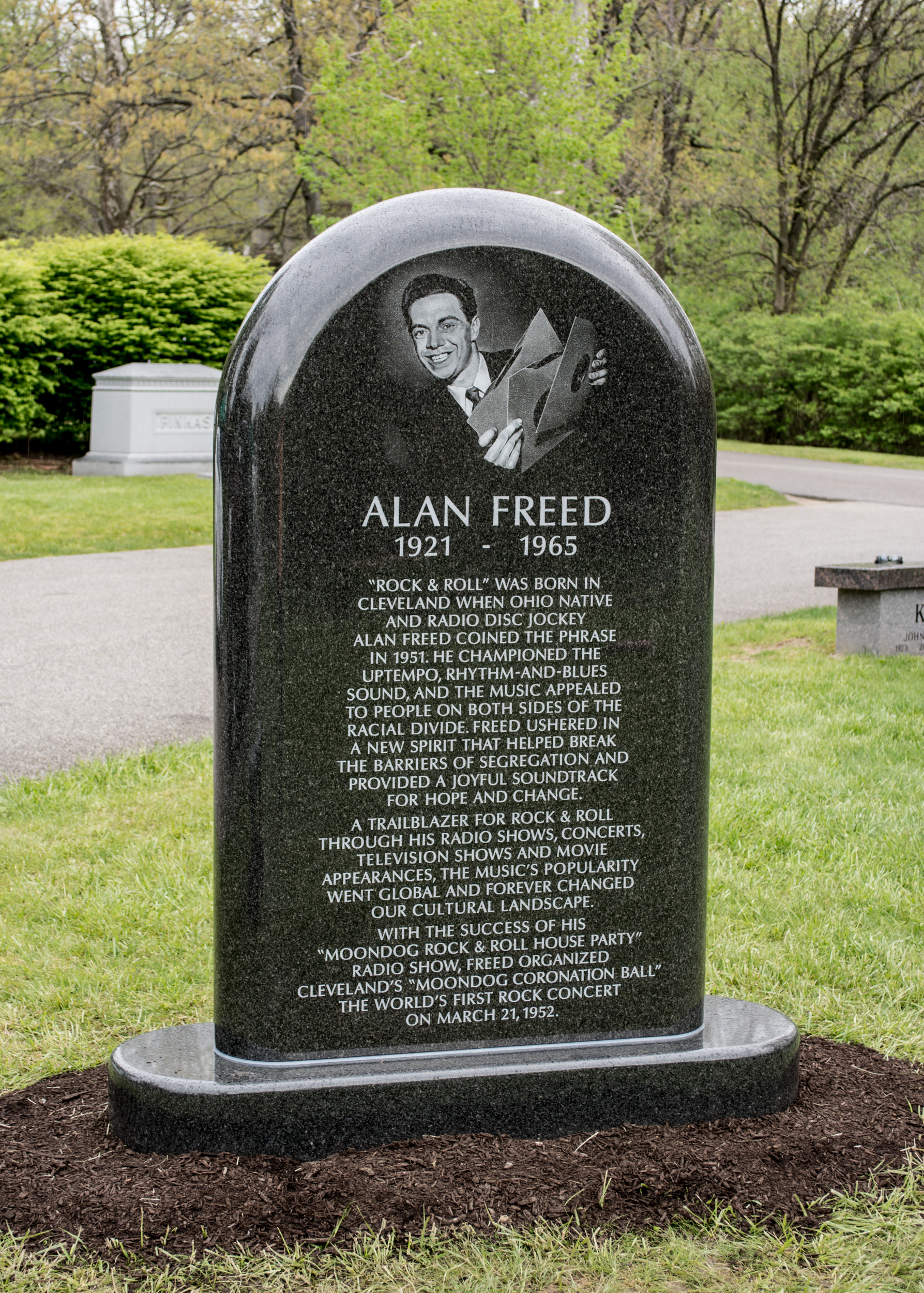
클리블랜드에 세워진 프리드의 비석

페이올라 스캔들로 말미암은 부정적인 여론으로 일체의 이름난 방송국은 프리드를 받아들이지 않았다. 1960년 프리드는 서부 해안으로 이사하여 캘리포니아주 샌타모티카의 KDAY/1580에서 일했다. 1962년 KDAY마저 그의 "로큰롤" 행사 홍보를 거부하면서 그는 플로리다주 마이애미의 WQAM로 옮겨갔다. 그러나 이 일은 고작 2개월만에 잃게 된다. 1964년 로스앤젤레스로 돌아가서 KNOB/97.9에서 일했다.
1965년 1월 20일 프리드는 캘리포니아주 팜스프링스에서 죽었다. 알콜 중독이 불러온 요독증과 강견병이 사인이었다. 본시 뉴욕 시 하트스데일의 펀클리프 공동묘지에 매장되었으나 2002년 3월 주디스 피셔가 그 유해를 오하이오주 클리블랜드의 로큰롤 명예의 전당에 가져왔다. 2014년 8월 1일 명예의 전당 측에서 그의 아들에게 영구히 유해를 없애줄 것을 주문했고, 프리드의 일가에 의해 레이크 뷰 공동묘지에 이장되었다.

## 유산
문도그 쇼에서 프리드의 도입부를 녹음한 것을 이언 헌트가 〈Cleveland Rocks〉의 도입에 가져다 썼다. 1979년 앨범 《You're Never Alone with a Schizophrenic》에 수록되어 있다
1978년 장편영화 《아메리칸 핫 왁스》는 프리드의 로큰롤 씬에 대한 공헌에서 착상된 작품이다.
1986년 1월 23일 로큰롤 명예의 전당의 첫 헌액자들 가운데 한 명으로 선택된다. 1988년 국립 라디오 명예의 전당에 사후 헌액된다. 1991년 12월 10일 할리우드 명예의 거리의 별 하나에 이름을 새긴다. VH1의 시리즈물 《비하인드 더 뮤직》에서 로저 스테펜스를 데리고 프리드를 주제로 한 편 제작했다. 1988년 앨런 프리드의 공식 웹사이트가 개설되었다. 2002년 2월 26일 그래미상에서 수탁자상(Trustees Award)을 받는다. 2017년 리듬 앤 블루스 전당에 헌액된다.
스티븐 킹의 단편소설 〈You Know They Got a Hell of a Band〉의 등장인물로 사용되어, 나중에 《나이트메어 앤 드림스케이프》의 영상화에서 미첼 버텔이 연기한다. 1999년 텔레비전 영화 《미스터 로큰롤: 앨런 프리드 이야기》가 관하여 가지고 주디 넬슨이 출연, 앤디 워크가 감독했다. 1997년 《텔링 라이즈 인 아메리카》에 등장하는 프리드를 제재로 한 디스크자키를 케빈 베이컨이 연기한다. 클리블랜드 캐벌리어스의 마스코트 문도그는 프리드에 대한 헌정이다.
라몬즈의 곡 〈Do You Remember Rock 'n' Roll Radio?〉에 언급된다. 또 테리 캐시맨과 토미 웨스트의 〈The King of Rock 'n Roll〉, 마르크 볼런의 〈Ballrooms of Mars〉, 퍼블릭 에너미의 〈They Used to Call it Dope〉, 네일 영의 〈Payola Blues〉, 스킵 배틴의 〈The Ballad of Dick Clark〉, 킬 영 아이돌의 〈This Is Not Goodbye, Just Goodnight〉에서도 등장되고 있다.

## 참고 문헌
- Wolff, Carlo (2006). Cleveland Rock and Roll Memories. Cleveland: Gray & Company, Publishers. ISBN 978-1-886228-99-3.
- The Pied Pipers of Rock and Roll: Radio Deejays of the 50s and 60s, by Smith, Wes (Robert Weston). Longstreet Press, 1989. ISBN 0-929264-69-X.
- Rock Around the Clock: The Record That Started the Rock Revolution by Dawson, Jim (Backbeat Books/Hal Leonard), 2005. ISBN 0-87930-829-X.